# جورجيتا داميان
جورجيتا داميان (Georgeta Damian) هي لاعبة أولمبية لرياضة تجديف من رومانيا. شاركت في الأولمبياد الصيفي في 2000–2008، وفازت بما مجموعه 6 ميداليات.

## الميداليات
| ذهب | فضة | برونز | المجموع |
| 5   | 0   | 1     | 6       |

## روابط خارجية
- جورجيتا داميان على موقع الاتحاد الدولي للتجديف (الإنجليزية)
- جورجيتا داميان على موقع اللجنة الأولمبية الدولية (الإنجليزية)
- جورجيتا داميان على موقع أوليمبيديا (الإنجليزية)
- جورجيتا داميان على موقع اللجنة الأولمبية الرومانية (الرومانية)